# José Luis García-López
Pour les articles homonymes, voir José Luis García, García et López.
José Luis García López est un dessinateur espagnol de comics, né le 26 mars 1948, qui vit et travaille aux États-Unis. Il a notamment dessiné pour l’éditeur DC Comics plusieurs épisodes de Batman, Superman et leurs séries dérivées ; on lui doit également le graphic novel Star Raiders et la mini-série Cinder and Ashe.

## Biographie
José Luis García-López est né en Espagne en 1948. Il a par la suite émigré en Argentine, puis aux États-Unis. Son œuvre est influencée par des artistes tels que Alex Raymond, Harold Foster, Milton Caniff, José Luis Salinas et Alberto Breccia,.

## Carrière
Pendant les années 1960, García-López a travaillé pour Charlton Comics. En 1974, il déménage à New York où il fait la connaissance de Joe Orlando, responsable éditorial chez DC Comics. Son nom apparaît pour la première fois dans une publication DC comme encreur de l’histoire Nightmare In Gold, dessinée par Dick Dillin en complément de Action Comics #448 (juin 1975). Le mois suivant, il encre les dessins de Curt Swan sur Private Life of Clark Kent dans Superman #289, avant de se voir confier comme dessinateur l’histoire de complément écrite par E. Nelson Bridwell dans Detective Comics #452 (octobre 1975). Le comics anthologique DC Comics Presents, qui met en scène Superman associé à un équipier, est inauguré par le scénariste Martin Pasko et García-López en 1978. Ce dernier illustre un crossover entre Marvel et DC faisant s’affronter Batman et Hulk dans DC Special Series #27 (automne 1981).
Parmi ses autres travaux notables : Atari Force, Cinder and Ashe, Road to Perdition, Deadman, New Teen Titans et divers super-héros de l’univers DC. Sa mini-série Twilight a reçu des éloges et obtenu une nomination aux Eisner Awards.
Dans les années 2000, il est l’auteur de JLA: Classified avec le scénariste Gail Simone, et d’une histoire des Metal Men écrite par Dan DiDio parue dans l’hebdomadaire anthologique Wednesday Comics.

## Œuvres

### Comics (DC)
(Classement alphabétique)
- Action Comics #448, 451, 469-471, 475, 480-482, 484, 487-488, 494-495, 623, 641 (1975-79 et 1988–89)
- Adventure Comics #442, 462-463, 465-466 (1975–79)
- All-Star Western vol. 3, #10 (2012)
- Atari Force vol. 2, #1-3, 7-8, 9-12 (1984)
- Batman #272, 336-337, 353 (1976 et 1981–82)
- Batman Confidential #26-28 (2009)
- Batman Family #3 (1976)
- Batman: Gotham Knights #10 (2000)
- Brave and the Bold, The #164, 171 (1980–81)
- Cinder and Ashe #1-4 (1988)
- DC Comics Presents #1-4, 17, 20, 24, 31, 41 (1978–82)
- DC Special Series #11, 21, 27 (1978–81)
- DC Universe: Legacies #3-4 (2010)
- Deadman (mini-série) #1-4 (1986)
- Deadman (série régulière) #5-6 (2002)
- Detective Comics #454, 458-459, 452, 454-455, 500 (1975–76 et 1981)
- Dr. Strangefate (1996)
- Green Lantern vol. 2, Annual #3 (1987)
- Hawkman vol. 4, #18 (2003)
- Hercules Unbound #1-6 (1975–76)
- Heroes Against Hunger (collectif, 1986)
- House of Secrets #154 (1978)
- JLA: Classified #16-21 (2006)
- Joker #4 (1975)
- Jonah Hex #1-4, 10, 32, 73 (1977–83)
- Just Imagine Stan Lee creating Green Lantern (2001)
- Legion of Super-Heroes vol. 2, #55 (collectif, 1988)
- Many Worlds of Tesla Strong (collectif, 2003)
- New Teen Titans vol. 2, #7-11 (1985)
- Realworlds: Superman (2000)
- Return of Donna Troy, The #1-4 (2005)
- Secret Origins #10 (1987)
- Showcase ’94 #1 (1994)
- The Spirit vol. 2, #17 (2011)
- Superman #301-302, 307-310, 347, 351 (1976–80)
- Superman vol. 2, #104-105 (1995)
- Superman, Inc. (1999)
- Superman: Kal (1995)
- Tarzan #250-255 (1976)
- Twilight #1-3 (1990)
- Wednesday Comics #1-12 (2009)
- Weird War Tales #41, 44, 108 (1975 et 1982)
- Weird Western Tales #32-33, 38 (1976–77)
- Wonder Woman vol. 2, Annual #1 (collectif, 1988)
- World's Finest Comics #244, 255, 258 (1977–79)

### Graphic novels et magazines (DC)
- Batman: Reign of Terror (1999)
- On the Road to Perdition
  1. Oasis (2003)
  2. Sanctuary (2003)
  3. Detour (2003)
- Star Raiders (1983)
- Superman vs. Wonder Woman dans All-New Collectors’ Edition #C-54 (1978)

### En français
(Classement chronologique)

#### Périodiques
- Super Tarzan no 24 (Sagédition, 1977)
- Jonah Hex (Arédit, 1981-82)
- Atari Force nos 1 à 8 (Arédit, 1985-86)
- Les Jeunes Titans nos 21 à 24 (Arédit, 1987)
- Le Retour de Donna Troy dans DC Universe hors-série no 3 (Panini Comics, 2006)

#### Albums
- Batman contre l’incroyable Hulk (Sagédition, collection « Superman et Batman », 1982)
réédité dans Batman hors-série no 1 (Semic, 2003)
- Les Baroudeurs de l’espace (Arédit, 1985)
- Les Sentiers de la perdition T.2 Sur la route (Delcourt, 2011)
- Cinder & Ashe (Delcourt, 2013)

## Distinctions
- 1990 :  Prix Haxtur de la meilleure histoire longue pour Cinder and Ashe (avec Gerry Conway)
- 1992 : nommé pour l’Eisner Award du meilleur dessinateur (Best Artist) pour Twilight[5]
- 1996 :  Prix Haxtur du meilleur dessin pour Superman : Kal
- 1997 : nommé pour l’Eisner Award de la meilleure équipe artistique (Best Penciller/Inker or Penciller/Inker Team), avec Kevin Nowlan, pour Doctor Strangefate[7]
- 2007 :  Prix Haxtur du meilleur dessin pour JLA: Classified n°16-21
- 2008 :  Prix Haxtur de la meilleure histoire courte pour Deadman : Death and the Maiden (avec Josef Rubinstein et Steve Vance)
- 2011 :  Prix Haxtur du meilleur dessin et du finaliste ayant reçu le plus de votes pour Batman Confidential : King Tut's Tumb
- 2015 :  Prix Haxtur de l'auteur que nous aimons, pour l'ensemble de sa carrière
- 2019 : Temple de la renommée Will Eisner, pour l'ensemble de sa carrière